# Korsimoro (département)
Korsimoro est un département et une commune rurale de la province du Sanmatenga, situé dans la région Centre-Nord au Burkina Faso. Lors du dernier recensement général de la population en 2006, le département comptait 45 935 habitants.

## Géographie

### Villages
Le département se compose de trente-et-un villages, dont le village chef-lieu homonyme (populations actualisées en 2006) :
- Bagbin-Noungou (619 habitants)
- Baskoudré-Mossi (2 191 habitants)
- Baskoudré-Peulh (127 habitants)
- Dollé (1 520 habitants)
- Foulla (3 611 habitants)
- Ilartenga (712 habitants)
- Imiougou-Natenga (1 487 habitants)
- Ipalla (2 291 habitants)
- Kiendpalogo (465 habitants)
- Kirbaka (591 habitants)
- Korsimoro (15 994 habitants), chef-lieu
- Médérin-Peulh (92 habitants)
- Nigui (rattaché à Imiougou-Natenga) (872 habitants)
- Nimpoui (957 habitants)
- Noungou (1 505 habitants)
- Ouidin (1 010 habitants)
- Ouitenga-Poécin (1 250 habitants)
- Pissiga (rattaché à Sabouri-Natenga) (300 habitants)
- Pissin (600 habitants)
- Sabouri-Nakoara (478 habitants)
- Sabouri-Natenga (965 habitants)
- Sabouri-Sonkin (487 habitants)
- Soubouri-Soukia (199 habitants)
- Soundogo (891 habitants)
- Tamboko (1 312 habitants)
- Tansablogo (821 habitants)
- Tansin (rattaché à Soundogo) (841 habitants)
- Taonsgo (782 habitants)
- Toulguéré-Peulh (489 habitants)
- Zaïbtenga (832 habitants)
- Zourtenga (1 644 habitants)

## Administration
| Période                                  | Période  | Identité | Étiquette | Qualité |
| ---------------------------------------- | -------- | -------- | --------- | ------- |
|                                          | en cours |          |           |         |
| Les données manquantes sont à compléter. |          |          |           |         |

## Santé et éducation
Le département accueille six centres de santé et de promotion sociale (CSPS) à Korsimoro, Imiougou-Natenga, Sabouri-Natenga, Pissiga, Nimpoui et Baskoudré-Mossi tandis que le centre hospitalier régional (CHR) se trouve à Kaya.